# Branchville (Virginie)
Pour les articles homonymes, voir Branchville.
Branchville est une municipalité américaine située dans le comté de Southampton en Virginie.
Elle acquiert le statut de municipalité en 1908. Selon le recensement de 2010, Branchville compte 114 habitants et s'étend sur 0,43 mille carré (1,11 km2).